# Gösta Svensson

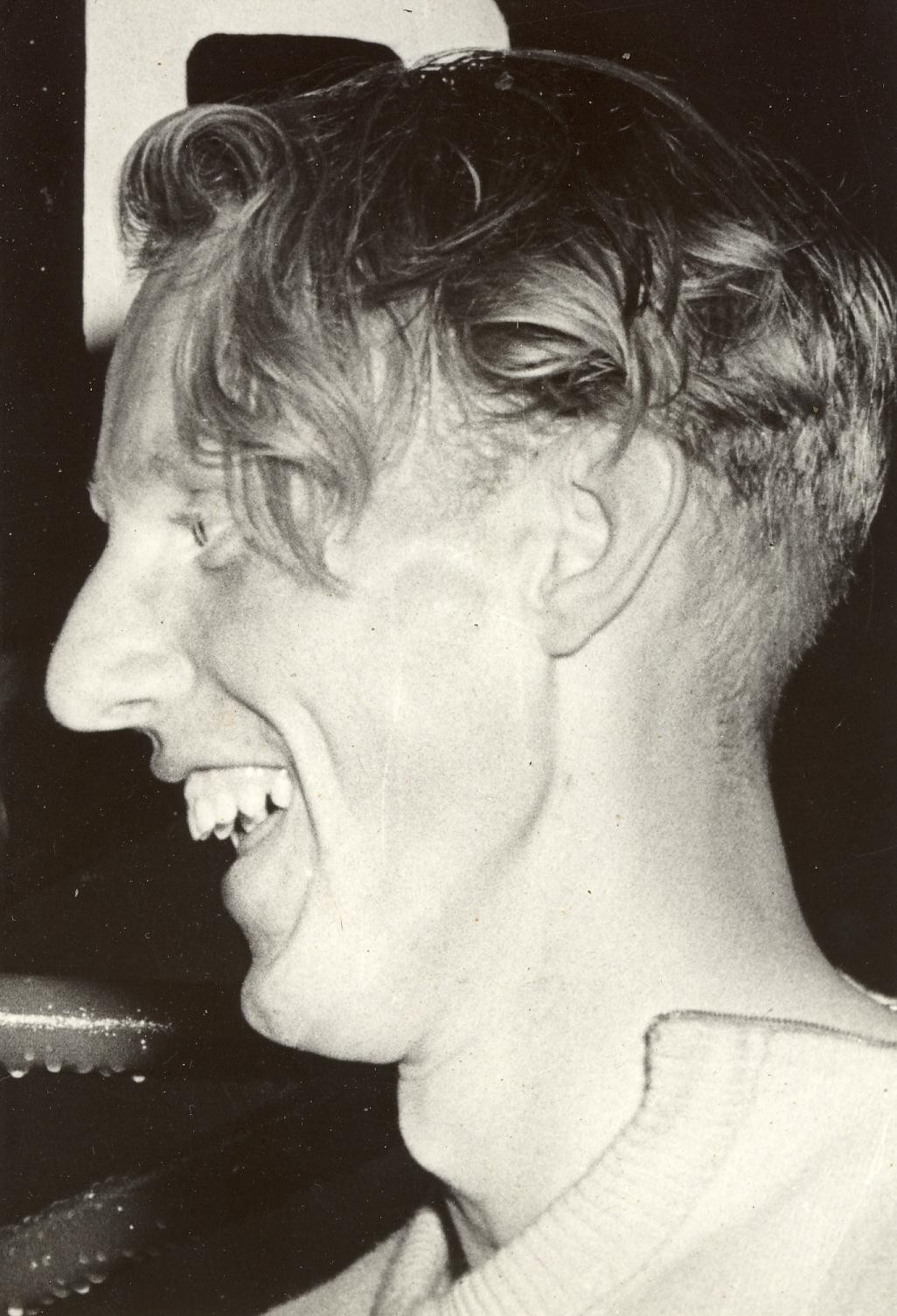
Gösta Svensson in den 1950er Jahren

Gösta Svensson (Gösta Bernhard Svensson; * 21. November 1929 in Karlshamn; † 14. Oktober 2018 in Stockholm) war ein schwedischer Hochspringer.
Bei den Leichtathletik-Europameisterschaften 1950 in Brüssel wurde er Fünfter und bei den Olympischen Spielen 1952 in Helsinki Vierter.
Seine persönliche Bestleistung von 2,02 m stellte er am 22. Mai 1952 in Göteborg auf.